# Test de Ruffier
Pour les articles homonymes, voir Ruffier.

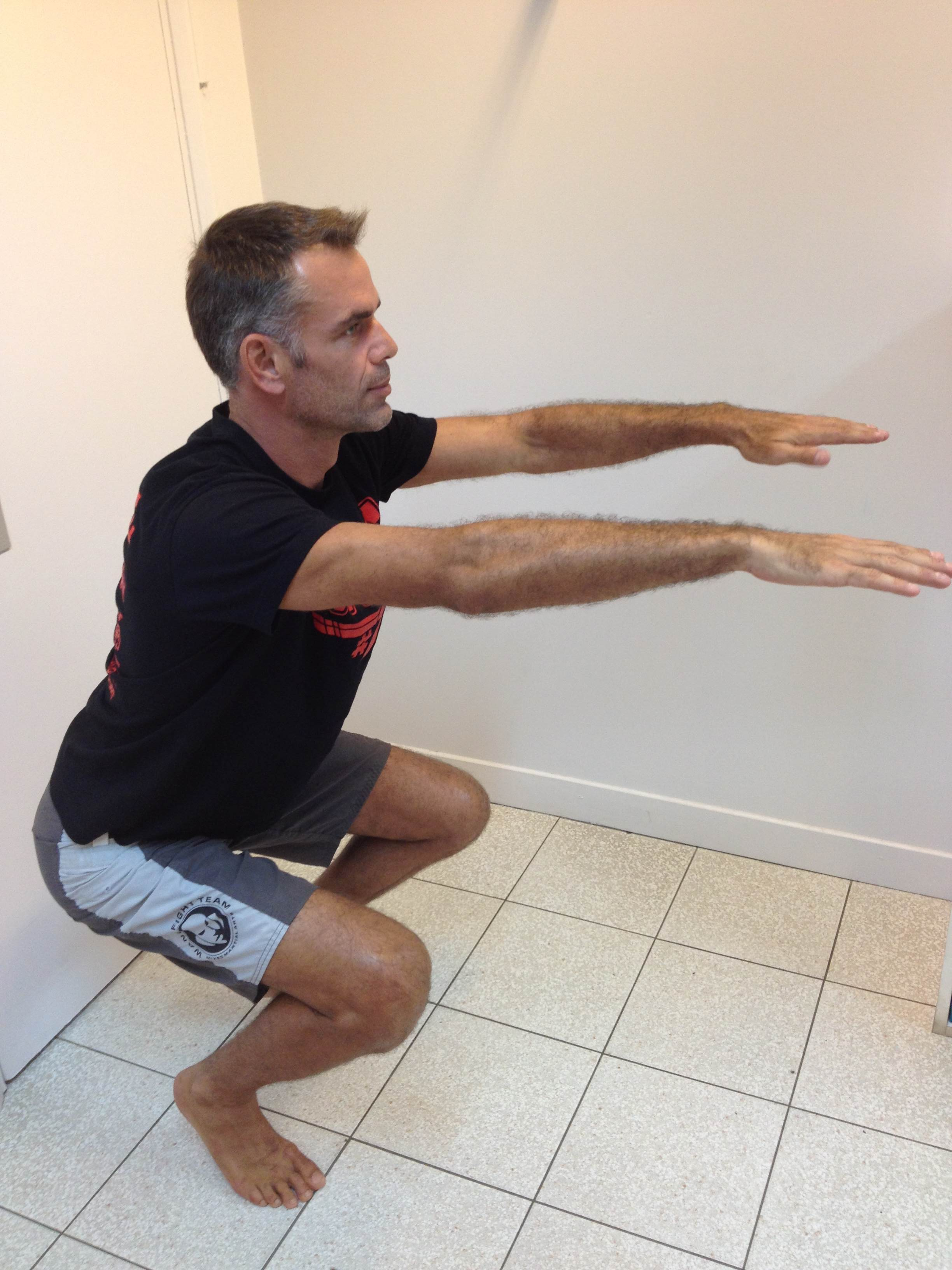
Le test de Ruffier est souvent utilisé en médecine générale et en médecine du sport pour évaluer rapidement la condition physique générale d'un patient.

Le test de Ruffier ou test de Ruffier-Dickson est un test physique qui permet d'évaluer l'aptitude d'une personne à la pratique sportive. Ce test peut être, par exemple, pratiqué sous le contrôle d'un médecin afin d'obtenir un certificat médical de non contre-indication à une pratique sportive.

## Histoire
L'indice cardiaque du médecin français James-Edward Ruffier (1875-1965) est présenté par Dickson dans un article de 1950 comme un moyen de contrôle médico-sportif.

## Déroulement du test de Ruffier
Le test se déroule en trois étapes  :
1. après un repos (couché) de quelques minutes, une prise de pouls du sujet donne la valeur {\displaystyle p0} (en pulsations par minute) ;
2. le sujet doit ensuite se lever et effectuer 30 flexions complètes de jambes en 45 secondes, bras tendus devant lui. À la suite des 45 secondes d'effort, le pouls {\displaystyle p1} est pris immédiatement ;
3. puis le sujet s'allonge à nouveau, et exactement une minute après la fin des flexions on relève une dernière fois sa fréquence cardiaque : {\displaystyle p2}.

## Exploitation des résultats
Par commodité on utilise couramment l'indice de Ruffierqui est {\displaystyle I_{r}=(p0+p1+p2-200)/10}. 
Plus l'indice est faible, meilleure est l'adaptation à l'effort.
La grille suivante permet d'interpréter le résultat du test :
- indice = 0 : très bonne adaptation à l'effort ;
- indice compris entre 0 et 5 : bonne adaptation à l'effort ;
- indice compris entre 5 et 10 : adaptation à l'effort moyenne ;
- indice compris entre 10 et 15 : adaptation à l'effort insuffisante ;
- indice supérieur à 15 : mauvaise adaptation à l'effort, un bilan médical complémentaire s'avère nécessaire.

Les sportifs entraînés ont souvent un indice de Ruffier proche ou inférieur à 0.
Les personnes sédentaires ont quant à elles en général un indice supérieur à 5. Il est toutefois possible de faire descendre cette valeur en suivant un entraînement sportif régulier.

## Variante: indice de Ruffier-Dickson
L'indice de Ruffier-Dickson s'évalue grâce à un calcul différent de celui du Test de Ruffier : {\displaystyle I_{d}=((p1-70)+2*(p2-p0))/10}.
Là encore un indice plus faible est meilleur :
- indice = 0 = excellent ;
- 0 à 2 = très bon ;
- 2 à 4 = bon ;
- 4 à 6 = moyen ;
- 6 à 8 = faible ;
- 8 à 10 = très faible ;
- indice > 10 = mauvaise adaptation à l'effort.

Une différence {\displaystyle (p2-p0)} faible signifie que le sujet a rapidement récupéré après l'effort, et (presque) retrouvé la fréquence cardiaque initiale. Une valeur de {\displaystyle p1} faible signifie que l'effort n'a pas provoqué une fréquence cardiaque importante.
Les tests de Ruffier ou de Ruffier-Dickson sont fréquemment utilisés par les sportifs de haut niveau pour suivre leur niveau de forme et évaluer leur récupération tout au long de la saison.

## Remise en cause
Selon Michel Delore, octuple vainqueur de la SaintéLyon, journaliste sportif et auteur de multiples ouvrages consacrés à la course à pied, le test de Ruffier-Dickson est obsolète et ne se substitue pas à un test d’effort.